# Tiranet torrenter
El tiranet torrenter (Serpophaga cinerea) és un ocell de la família dels tirànids (Tyrannidae).

## Hàbitat i distribució
Corrents fluvials de les muntanyes de Costa Rica i oest de Panamà i des de Colòmbia i nord-oest de Veneçuela, cap al sud, a través dels Andes de l'Equador i Perú, incloent la costa central, fins l'oest de Bolívia.